# Fehér Sas-rend (Orosz Birodalom)
Az Orosz Birodalom Fehér Sas-rendje, oroszul: Императорский и Царский орден Белого орла, ejtsd Imperatorszkij i Carszkij orgyen Bjelava orla, magyarul szó szerint Császári és Királyi Fehér Sas-rend, a cári Orosz Birodalom harmadik legmagasabb rangú állami kitüntetése volt, polgári és katonai osztállyal. I. Miklós cár vezette be 1831-ben, a novemberi lengyel felkelés leverése után, a lengyel királyi Fehér Sas-rend bekebelezésével. A cár kiemelkedő jelentőségű diplomáciai és katonai teljesítményekért adományozhatta. A kitüntetés 1917-ig, a cárizmust megdöntő februári orosz forradalomig létezett.

## Története
A Fehér Sas-rendet 1705 november 1-jén alapította II. (Erős) Ágost lengyel király, a porosz Fekete Sas-rend mintájára. Azokban az időszakokban, amikor a lengyel monarchia ténylegesen vagy névlegesen önálló királyságot jelentett, a lengyel uralkodó, az alávetettség időszakaiban az orosz cár adományozta (mint Lengyelország királya). Így maradt 1815-ben is, amikor a bécsi kongresszus határozata alapján megalakult a „Kongresszusi” Lengyel Királyság, mely perszonálunióban állt Oroszországgal, uralkodója a mindenkori orosz cár volt.
1830 novemberében kitört a novemberi lengyel felkelés, melyet az oroszok 1831-re brutálisan és teljesen levertek. Utána a cári kormányzat hatályon kívül helyezte Lengyelország 1815-ös alkotmányát, feloszlatta a szejmet, megszüntette vagy orosz ellenőrzés alá helyezte a lengyel állami intézményeket. 1831 november 17-én I. Miklós cár hivatalosan is „bekebelezte” az egykori lengyel Fehér Sas-rendet, felvette azt az Orosz Birodalom érdemrendjeinek és kitüntetéseinek listájára, ezzel formálisan is orosz állami kitüntetéssé alakította. A Fehér Sas-rend sorrendben a harmadik legmagasabb rangú orosz kitüntetés volt, viselési sorrendje közvetlenül a Szent András-rend és az Alekszandr Nyevszkij-rend után következett. A cár mint lengyel király adományozta – innen a kitüntetés kettős jelzője: császári, azaz cári és (lengyel) királyi érdemrend – külföldi uralkodóknak, uralkodó családok tagjainak, fontos állami szolgálatot ellátó főtisztviselőknek és kiemelkedő katonai parancsnokoknak.
Az első kitüntetéseket az 1830–31-es lengyel felkelést leverő katonai seregparancsnokok kapták, Ivan P. Paszkevics gróf tábornagy, és Peter Johann von der Pahlen (Pjotr Petrovics Pahlen) gróf lovassági tábornok.

## Az érdemrend leírása

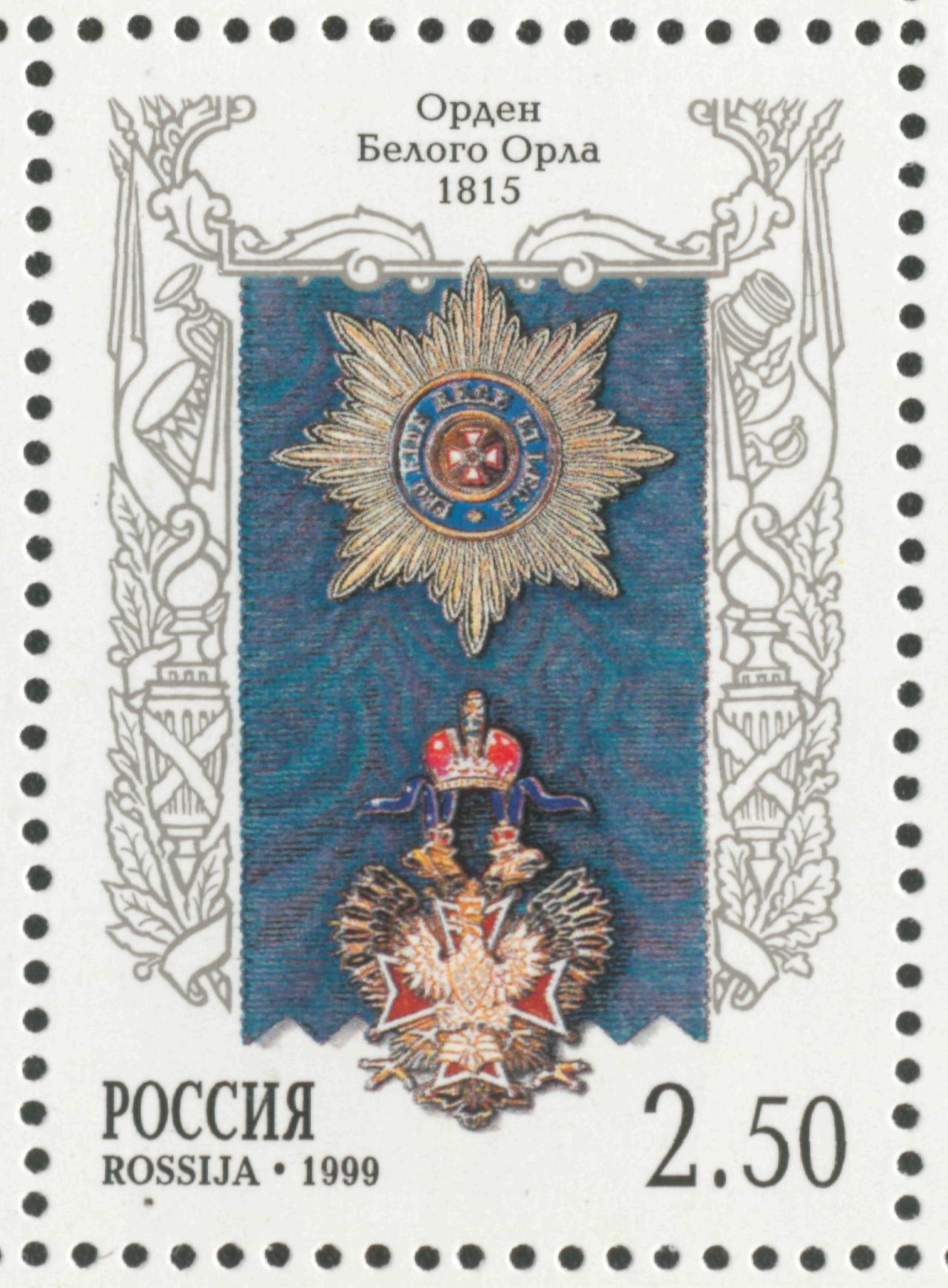
A rendjel orosz postabélyegen (1999)

Az „oroszosított” rendjel keresztjének zománcozása vörös színű, mely előtt megtartották a Lengyelország jelképét, a fehér sast, de ez egész sasos kereszt mögé az orosz cári címert helyezték, a fekete zománcozású, koronás kétfejű sast, amelynek kiterjesztett szárnyai és aranyozott lábai és karmai túlnyúlnak a lengyel sasos kereszten, minden irányból közrefogva, egyértelmű alá-fülé rendeltségi szimbolikát közvetítve. A rendjel kialakítás az orosz birodalmi Szent András-rend mintáját követi. Maga a kétfejű sas a koronáinál fogva egy vörös zománcozású cári koronáról függ, a korona pedig kék selyem szalagra van rögzítve.
Az első kitüntetéseket az 1830–31-es lengyel felkelést leverő katonai seregparancsnokok kapták, Ivan P. Paszkevics gróf tábornagy, és Peter Johann von der Pahlen (Pjotr Petrovics Pahlen) gróf lovassági tábornok.
1832-ben bevezették hozzá a kék mell- és vállszalagot. 1855-ben megalapították az érdemrend katonai osztályát a kardokkal. A fehér sas fölé két egymást keresztező arany kardot helyeztek, melyek a cári korona fölött függtek, zománcozott szalagsávval körbefonva.
A rendjel nyolcágú csillaga aranyból készült, középen kerek zománcozott medáliával. Ennek közepén kicsiny zománcozott rendkereszt látható, amelyet kék mezőben arany jelszó vesz körbe: „Pro fide, rege et lege” (Hitünkért, királyért, törvényért). Az érdemrend katonai osztályában a medália alá két keresztbe tett kardot fektettek. Különleges esetekben a rendjel keresztjét és a csillagot gyémántokkal ékesítve is adományozhatták. Az rend vállszalagja sötétkék színű volt, a bal váll és a jobb csípő közé vetve kellett hordani. Ebben a formájában egészen 1917-ig, a cári Oroszország bukásáig megmaradt, adományozását a köztársasági kormány szüntette meg.
A Fehér Sas rendjeleit és csillagait a szentpétervári Keibel ékszerész tervezte és készítette.

## Kapcsolódó információ
- Heinrich Hausen. Der Kaiserlich Russische Königlich Polnische Orden vom weißen Adler (in:), Allgemeine Militär-Encyclopädie, Band 1 (német nyelven). Leipzig: Ernst Schäfer, 102 ff. o. (1857)
- С. Р. Серков. „Ордена Белого Орла, «Виртути милитари», Святого Иоанна Иерусалимского” (oroszul nyelven). Военно-исторический журнал 1990 (7), 92-95. o.